# Kabinett Crispi III
Das Kabinett Crispi III regierte das Königreich Italien vom 15. Dezember 1893 bis zum 14. Juni 1894. Es löste das Kabinett Giolitti I ab. Ministerpräsident war Francesco Crispi.

## Entstehung und Entwicklung
Das Kabinett Crispi III war das 30. Kabinett des Königreiches und fünf Monate und 30 Tage im Amt. Es wurde von der Historischen Linken (it. Sinistra storica) gestützt. Crispi reichte am 5. Juni 1894 seinen Rücktritt ein, nachdem seine Regierung bei einer Haushaltsdebatte in der Abgeordnetenkammer sich nur mit knapper Mehrheit behaupten konnte. König Umberto I. beauftragte daraufhin erneut Crispi mit der Regierungsbildung, der einige Minister austauschte und wenig später das Kabinett Crispi IV vorstellte.

## Minister

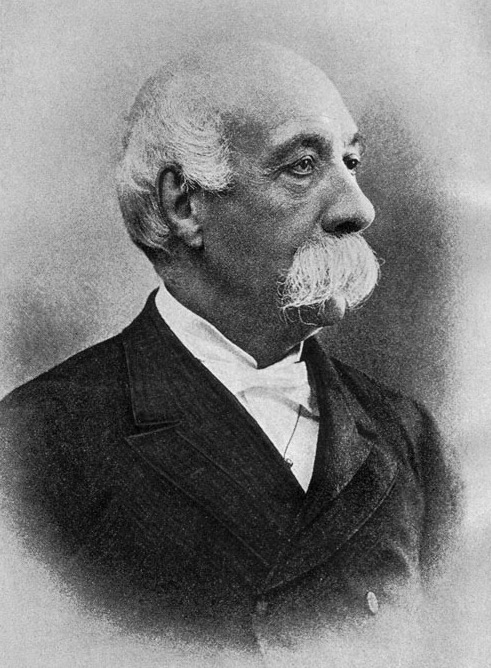
Francesco Crispi

| Ministerien                          | Name                              |
| ------------------------------------ | --------------------------------- |
| Ministerpräsident                    | Francesco Crispi                  |
| Äußeres                              | Alberto Blanc                     |
| Inneres                              | Francesco Crispi                  |
| Justiz und Kirchenangelegenheiten    | Vincenzo Calenda di Tavani        |
| Krieg                                | Stanislao Mocenni                 |
| Marine                               | Enrico Morin                      |
| Finanzen                             | Sidney Sonnino                    |
| Schatz                               | Sidney Sonnino (geschäftsführend) |
| Öffentliche Arbeiten                 | Giuseppe Saracco                  |
| Bildung                              | Guido Baccelli                    |
| Landwirtschaft, Industrie und Handel | Paolo Boselli                     |
| Post und Telegraphie                 | Maggiorino Ferraris               |